# Atheta bubo

Atheta bubo  (лат.) — вид коротконадкрылых жуков из подсемейства Aleocharinae. Канада.

## Распространение
Встречается в провинции Нью-Брансуик (Канада). Чёрный еловый лес, в гнезде виргинского филина (Bubo virginianus).

## Описание
Мелкие коротконадкрылые жуки, длина тела 2,8 мм. Основная окраска коричневая, ноги желтовато-коричневые. Взрослые особи были собраны в мае и июне.
Сходен с видами из видовой группы Atheta picipennis. Назван по латинскому имени рода виргинского филина (Bubo virginianus), в гнезде которой был найден. Вид был впервые описан в 2016 году канадскими энтомологами Яном Климашевским (Jan Klimaszewski; Laurentian Forestry Centre, Онтарио, Канада) и Реджинальдом Вебстером (Reginald P. Webster).